# 시설관리사령부
미국 육군 시설관리사령부(United States Army Installation Management Command (IMCOM))는 미국 육군의 모든 시설을 관리하는 기능사령부이다. 모토는 "We are The Army's Home→우린 육군의 집이다."

## 역사
2002년에 집행된 육군 개편 계획 중 하나였던 주둔지 관리의 표준화를 이루기 위해 그 해 10월 1일에 시설관리국으로 설립되었다. 15개 사령부에서 184개의 주둔지를 이양받아 시설 관리 부담을 덜고 중복되는 운영지출을 4.5억 이하로 줄였다. 육군부는 시설관리국에 더 많은 권한을 주기 위해 2006년 10월 1일에 기관이 국에서 사령부로 개편하고, 육군환경사령부(AEC)를 예하조직으로 재조정했다. 그리고 육군 장병을 지원하기 위한 가족 및 사기, 복지, 휴양사령부(FWMRC)가 설립되었다.
2005년 기지재배치폐쇄 회의에 따라 2010년 10월, 버지니아주 알링턴군 크리스탈시티에서 텍사스주 포트 샘 휴스턴로 이사하였다.
2011년 조직 개편이 집행되었다. 6월, FWMRC 사령관인 G-9 참모장이 시설관리사령부 부사령관으로 지위가 승격되었다. 10월 1일, 대한민국 서울특별시 용산구 용산 기지에 본부를 두고 있던 한국지역 시설관리사령부가 상위 조직인 태평양 지역대에 통합되어, 한반도에 설치된 모든 주한 육군의 시설은 태평양 지역대에서 관리한다.
2019년 3월 1일, 육군부 직할에서 육군물자사령부 예하로 재조정되었다.

## 조직 구조

### 본부
- 사령관
- 주임원사
- Inspector General→감찰관
- SJA
- 군종참모
- EEO
- GS-15 IR
- 집행장교 (XO)
- 참모장 (준장)
  - 참모부장 (DCOS)
  - (ACOS)
  - 외과
  - GS-15 Public Affairs→공보부/GS-14 안전
  - SGS/프로토콜
  - 육군환경사령부 본부 및 본부중대 (AEC HHC)
- EDCG (준위)
  - G1 Personnel→인사
  - G8 Resource Management→자원관리
  - G9 Family and Morale, Recreation and Welfare→가족 및 사기, 재활 및 복지
  - ASA 포트 샘 휴스턴 / Joint Basing ICS
- DCG (소장)
  - G3/5/7 (대령)
  - G4 Facilities and Logisitics→설비 및 물류(준위)
  - G6 Chief Information Officer→정보감
  - PM/P

### 부대

#### 현재
- IMCOM 훈련, 샌안토니 오포트 샘 휴스턴
- IMCOM 대응
- IMCOM 지원(Sustainment)
- IMCOM 유럽, 독일
- IMCOM 태평양, 하와이주 포트 샤프터
- 육군환경사령부[깨진 링크(과거 내용 찾기)] (Army Environmental Command)
- 가족 및 사기, 복지, 휴양사령부(G9 참모장 관할)

#### 이전
- IMCOM 중부 (IMCOM Central)
- IMCOM 대서양 (IMCOM Atlantic)
- IMCOM 동북 (IMCOM Northeast)
- IMCOM 동남 (IMCOM Southeast)
- IMCOM 한국 지역대 (IMCOM-K), 대한민국 서울특별시 용산기지; 2006년 10월 24일 ~ 2011년 9월 30일[2]

## 계보
- 2002년 10월 1일, Installation Management Agency→시설관리국
- 2006년 10월 1일, Installation Management Command→시설관리사령부

## 같이 보기
- 미국 육군의 시설 목록
- 미국 국방부 교육처

## 참고

### 인용
1. ↑  Steve Elliott (2010년 5월 28일). “Environmental command stakes its claim at Fort Sam Houston”. United States Army Public Affairs. 2020년 1월 26일에 확인함.
2. 1 2  Russell A. Wicke (2011년 10월 4일). “IMCOM Pacific, Korea unite to form a single region” (영어). IMCOM-K PAO. 2015년 3월 25일에 확인함.
3. ↑  “Installation Management Command to realign under Army Materiel Command” (영어). Army News Service. 2019년 2월 11일. 2019년 5월 7일에 확인함.
4. 1 2  “Organization”. 《Installation Management Command》 (영어). 2023년 8월 15일에 확인함.